# Athanasia Perra
Athanasia Perra (griechisch Αθανασία Πέρρα Athanasía Pérra, * 2. Februar 1983 in Pyrgos) ist eine griechische Dreispringerin.
Perra belegte bei den Leichtathletik-Juniorenweltmeisterschaften 2002 in Kingston den zehnten Platz. Sie nahm an den Olympischen Spielen 2004 in Athen und 2008 in Peking sowie an den Leichtathletik-Weltmeisterschaften 2007 in Osaka und 2009 in Berlin teil, ohne sich dort für ein Finale qualifizieren zu können.

## Doping
Die von Pérra von August 2009 bis Ende 2011 erzielten Resultate wurden ihr wegen Verstoßes gegen die Dopingbestimmungen aberkannt. Dazu gehörten ihr Sieg bei den Mittelmeerspielen 2009 mit persönlicher Bestleistung von 14,62 m, ihr zehnter Platz bei den Leichtathletik-Europameisterschaften 2010 in Barcelona sowie ihr siebter Rang bei den Leichtathletik-Halleneuropameisterschaften 2011 in Paris.
Pérra war lange Jahre für Olympiakos Piräus aktiv, bevor sie Ende 2015 zum Pannaksiakos AO wechselte.